# 진화자
진화자(陳華子, 1961년 7월 20일 ~ )은 대한민국의 제5·6·7대 경기도 구리시의원이었다. 그리고 경상남도 합천군 출신이다.

## 학력
- 한국방송통신대학교 국문학 학사 졸업
- 한양대학교 공공정책대학원 사회복지학 석사 수료

## 경력
- 풍양신문사 문화부 기자
- 한국예총구리지부 이사
- 구리문화원 편집위원
- 민주평화통일자문회의 자문위원
- 한나라당 경기도당 희망센터 구리지부장
- 구리지역사회교육협의회 자문위원
- 친환경 구리의제21추진협의회 교육홍보분과위원
- 대한적십자 구리지구협 <나누미> 봉사단 회원
- 2006.07 ~ 2010.06 제5대 경기도 구리시의회 의원
- 2006.07 ~ 2008.07 제5대 경기도 구리시의회 전반기 예산결산특별위원회 위원장
- 2007.11 ~ 2007.11 제5대 경기도 구리시의회 청원심사특별위원회 위원
- 2008.07 ~ 2010.06 제5대 경기도 구리시의회 후반기 예산결산특별위원회 위원
- 한나라당 경기도당 여성위원회 부위원장
- 구리문인협회 이사
- 구리보건소식지 편집위원
- 구리시 생활체육보디빌딩협회 자문위원
- 구리시 경상도민회 행정자문위원
- 법무부 범죄예방 구리지구협의회 자문위원
- 동구중학교 운영위원
- 인창고등학교 <글둥지반> 회원
- 제8회 전국평생학습축제 운영위원
- 구리시 여성발전기금 심의위원
- 구리시 공공디자인위원회 위원
- 구리시 보육정책 심의위원
- 구리시 문화예술발전기금 심의위원
- 구리시 공동주택보조금 심의위원
- 구리시 소비자 정책심의위원회 위원
- 2010.07 ~ 2014.06 제6대 경기도 구리시의회 의원
- 2010.07 ~ 2012.07 제6대 경기도 구리시의회 전반기 부의장
- 2010.07 ~ 2012.07 제6대 경기도 구리시의회 전반기 예산결산특별위원회 위원
- 2012.07 ~ 2014.06 제6대 경기도 구리시의회 후반기 의회운영위원회 위원
- 2012.07 ~ 2014.06 제6대 경기도 구리시의회 후반기 예산결산특별위원회 위원
- 2014.07 ~ 2018.06 제7대 경기도 구리시의회 의원
- 2014.07 ~ 2016.07 제7대 경기도 구리시의회 전반기 부의장
- 2014.07 ~ 2016.07 제7대 경기도 구리시의회 전반기 예산결산특별위원회 위원
- 2016.07 ~ 2018.06 제7대 경기도 구리시의회 후반기 의회운영위원회 위원
- 2016.07 ~ 2018.06 제7대 경기도 구리시의회 후반기 예산결산특별위원회 위원

## 수상
- 제2회 지방의정봉사 대상 수상

## 역대 선거 결과
|  | 59.47% |

|  | 19.36% |

|  | 14.02% |

|  | 9.73% |